# Mannsschild
Die Pflanzengattung Mannsschild (Androsace, Betonung auf dem o) gehört zur Familie der Primelgewächse (Primulaceae). Zu dieser Gattung zählen mindestens 125 Arten aus den kühleren Regionen der Nordhalbkugel.

## Beschreibung

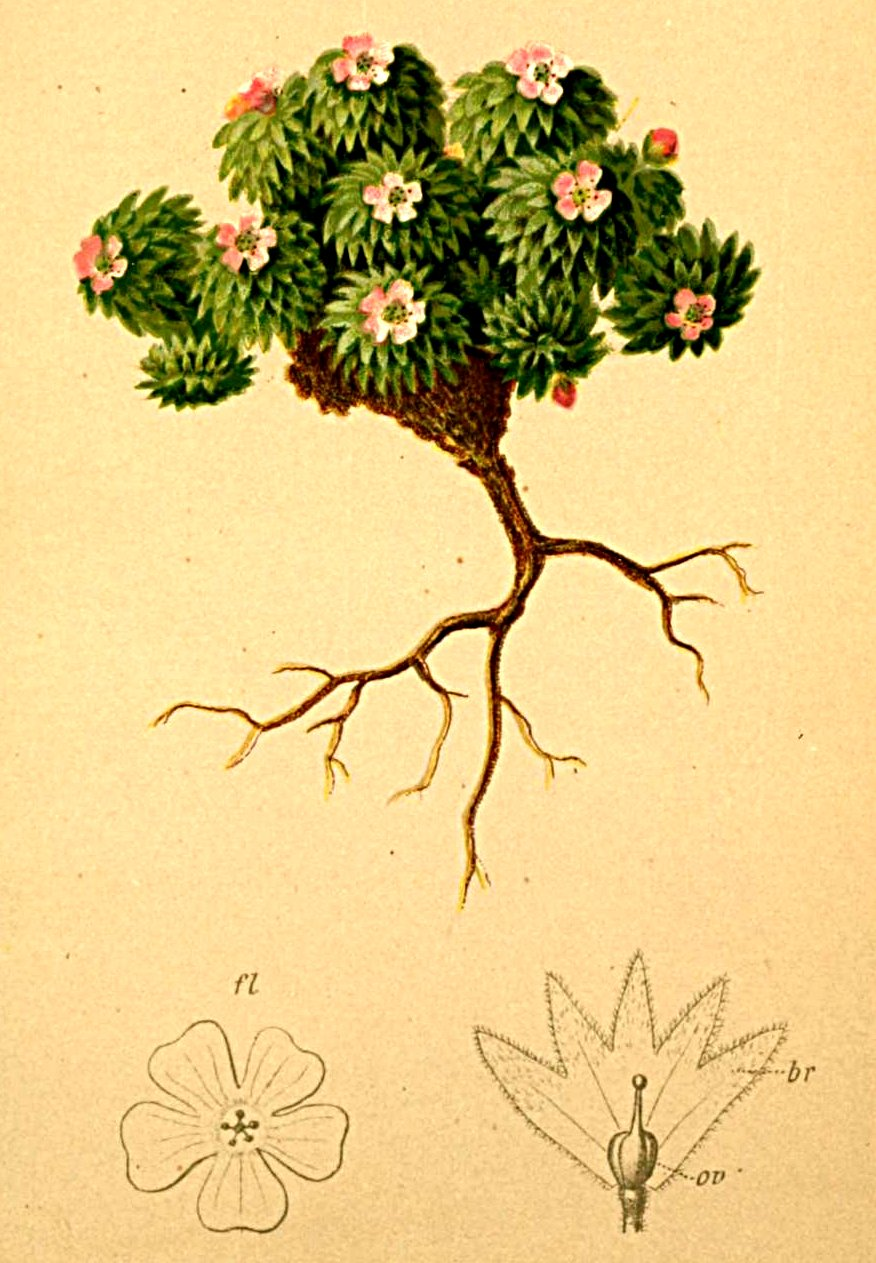
Illustration von Androsace hausmanni in Atlas der Alpenflora

### Erscheinungsbild und Blätter
Androsace-Arten sind ein-, zweijährige oder ausdauernde krautige Pflanzen. Die meisten Arten sind stängellos (acaulescent), deshalb stehen die Laubblätter meist in grundständigen Rosetten; wenn sich am Stängel Blätter befinden, dann sind sie wechselständig angeordnet. Die einfachen Laubblätter sind gestielt oder ungestielt.

### Blütenstände und Blüten
Die Blüten stehen selten einzeln, meist in doldigen Blütenständen mit Hochblättern.
Die zwittrigen Blüten sind radiärsymmetrisch und fünfzählig mit doppelter Blütenhülle. Die fünf Kelchblätter sind glockig bis halbkugelig verwachsen. Die fünf weißen, rosafarbenen, violetten, dunkelroten oder selten gelben Kronblätter sind röhrig verwachsen. Die Krone ist höchstens gleich lang wie der Kelch. Es ist nur ein Kreis mit fünf fertilen Staubblätter vorhanden; sie ragen nicht aus der Krone heraus, weil die Staubfäden sehr kurz sind. Auch der Griffel ist kürzer als die Kronröhre.

### Früchte und Samen
Die eiförmigen bis kugeligen Kapselfrüchte öffnen sich nahe ihrer Basis und enthalten wenige bis viele Samen. Die braunen Samen sind geflügelt.

## Systematik und Verbreitung

Verbreitungsgebiet

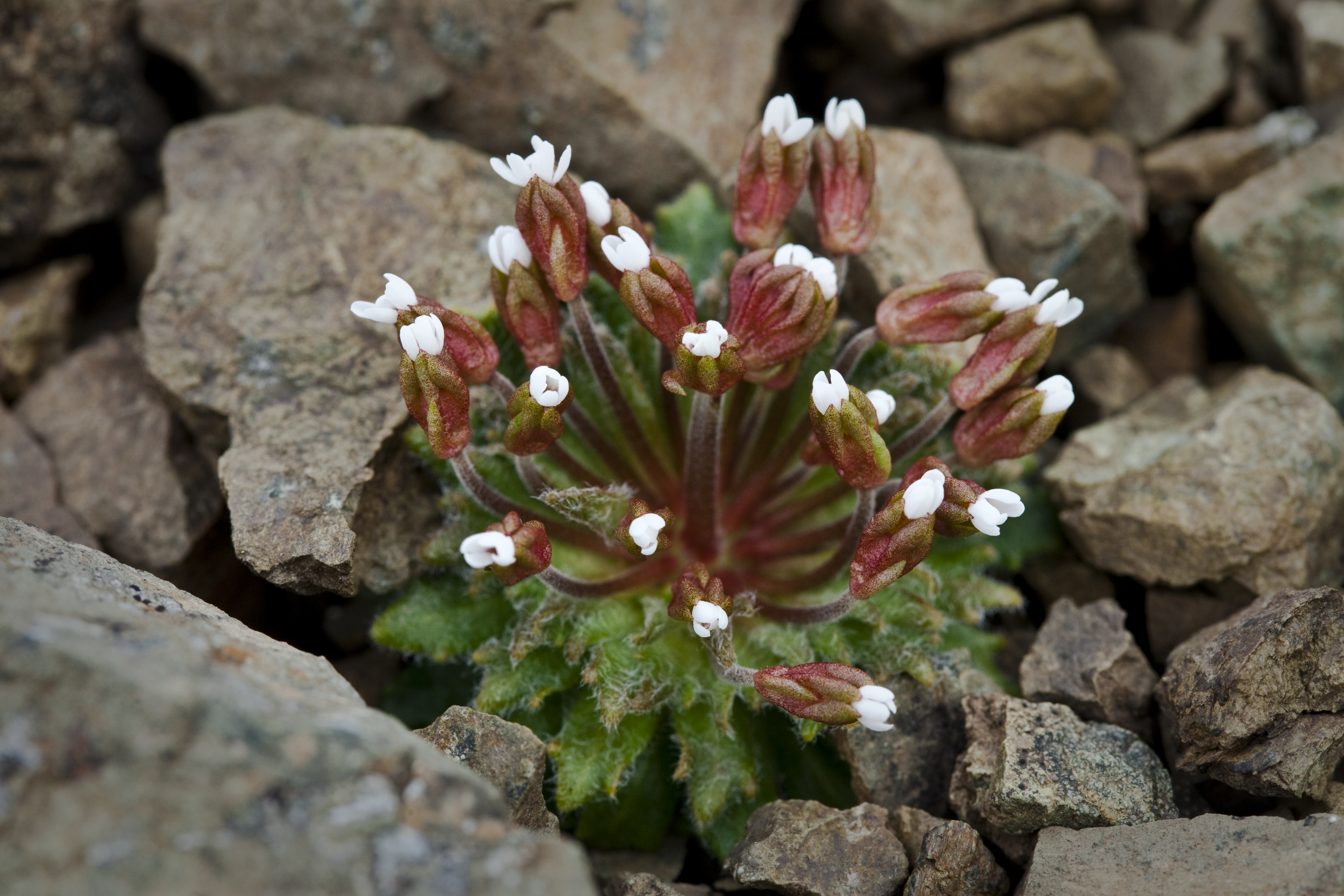
Androsace alaskana

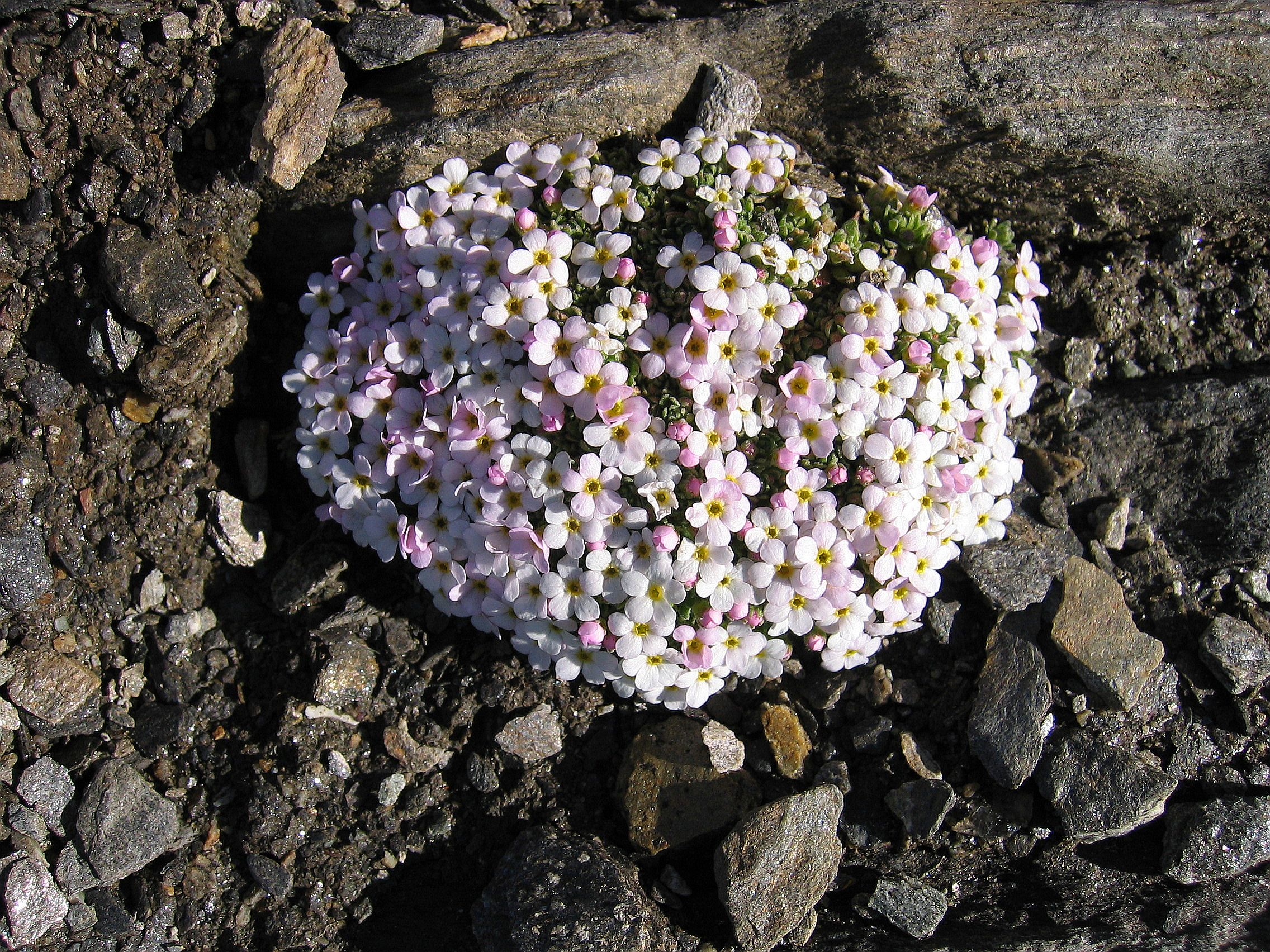
Alpen-Mannsschild (Androsace alpina)

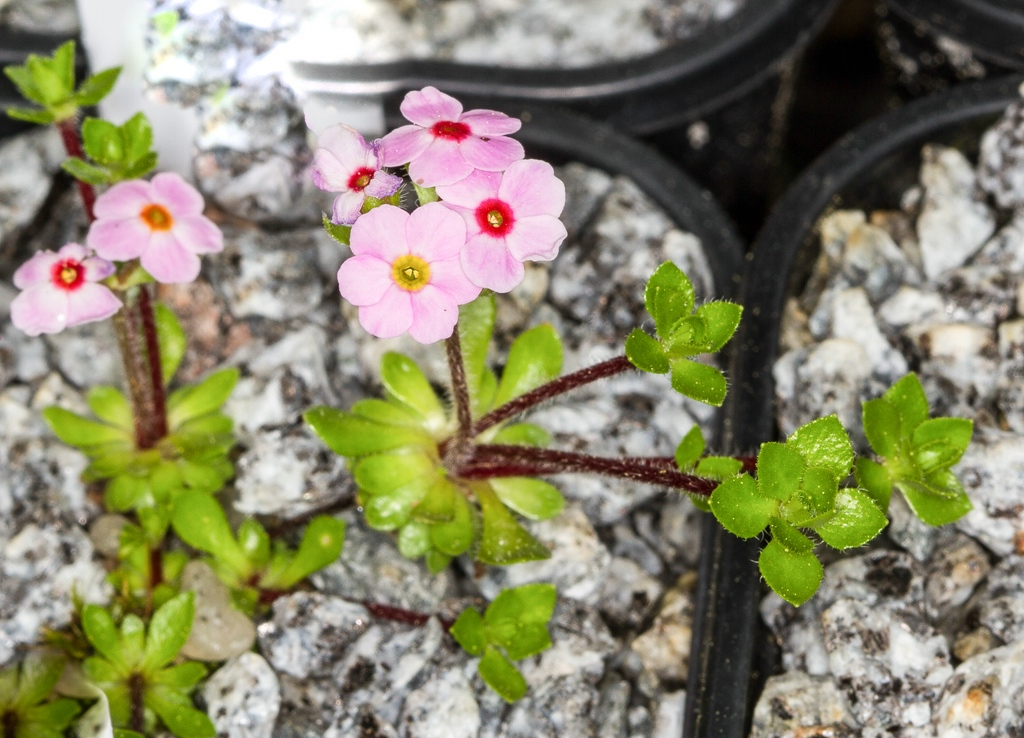
Androsace brachystegia

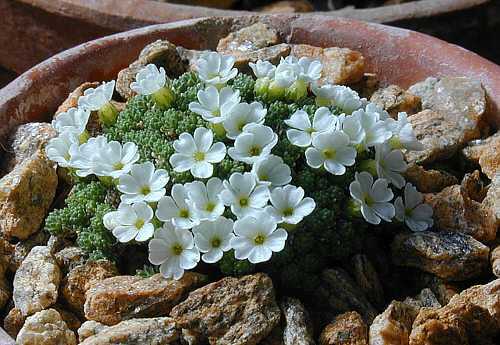
Die polsterbildende Art Androsace bryomorpha mit einzeln stehenden, nur kurz gestielten Blüten

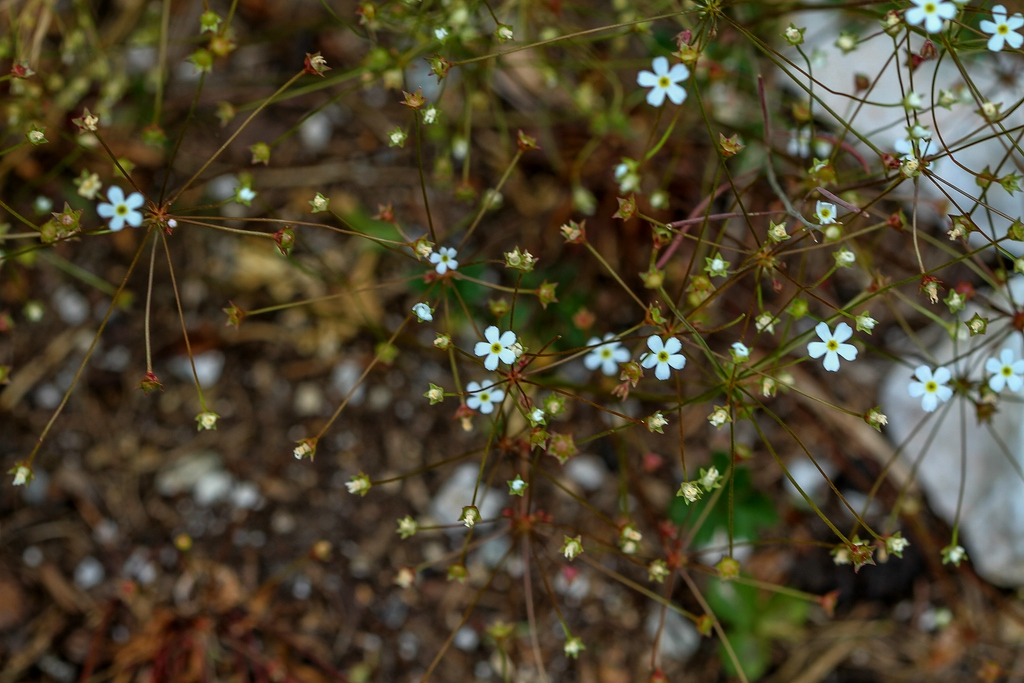
Androsace chaixii

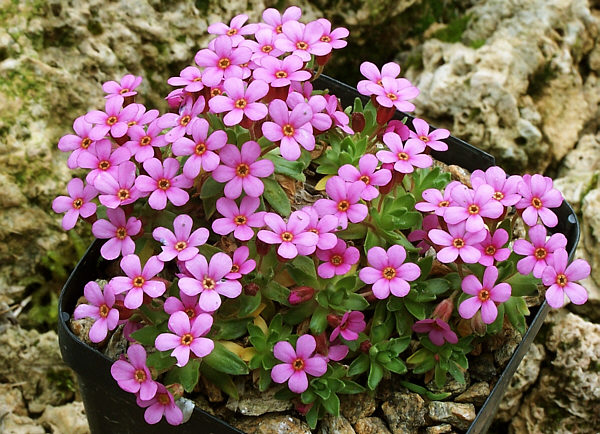
Androsace ciliata

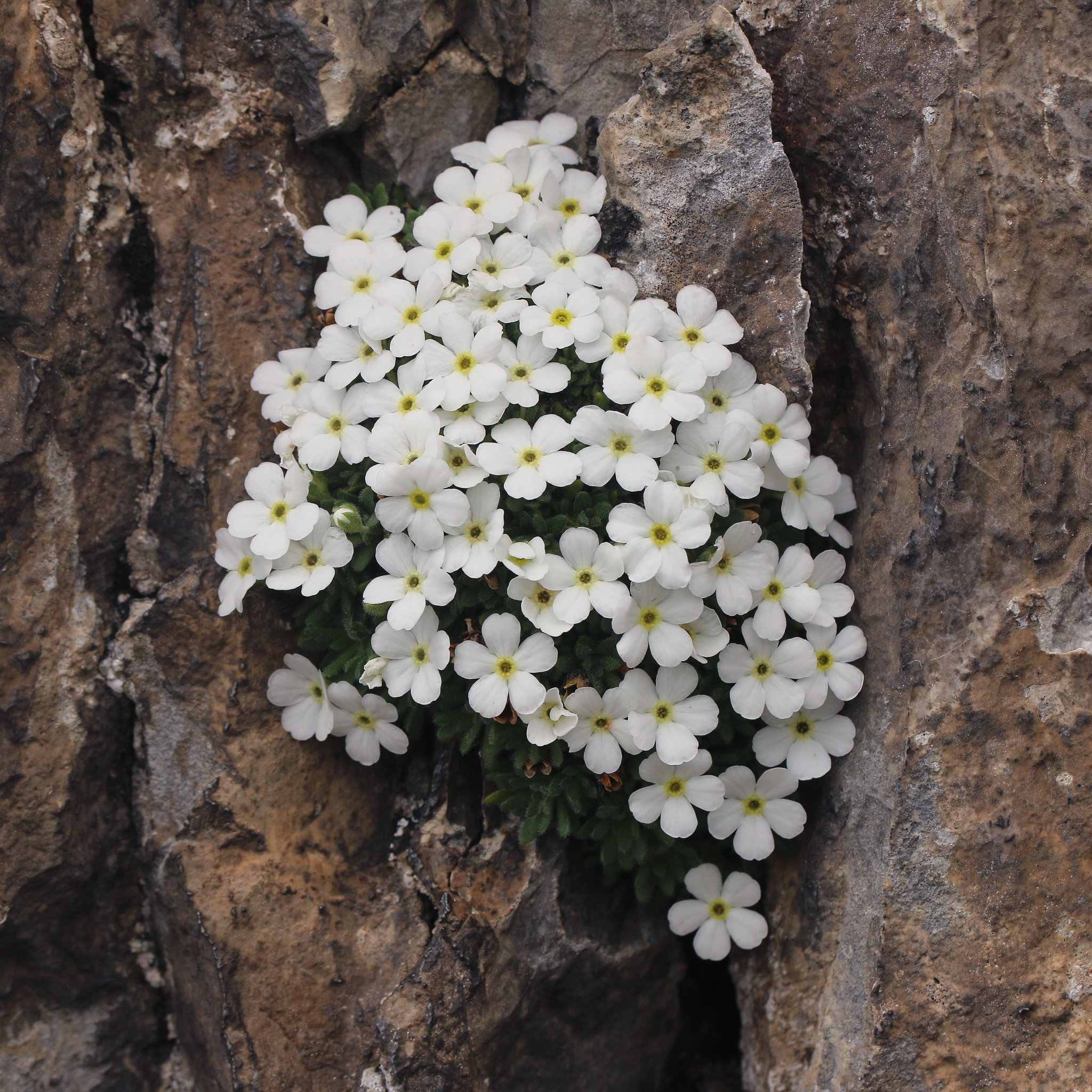
Zylindrischer Mannsschild (Androsace cylindrica)

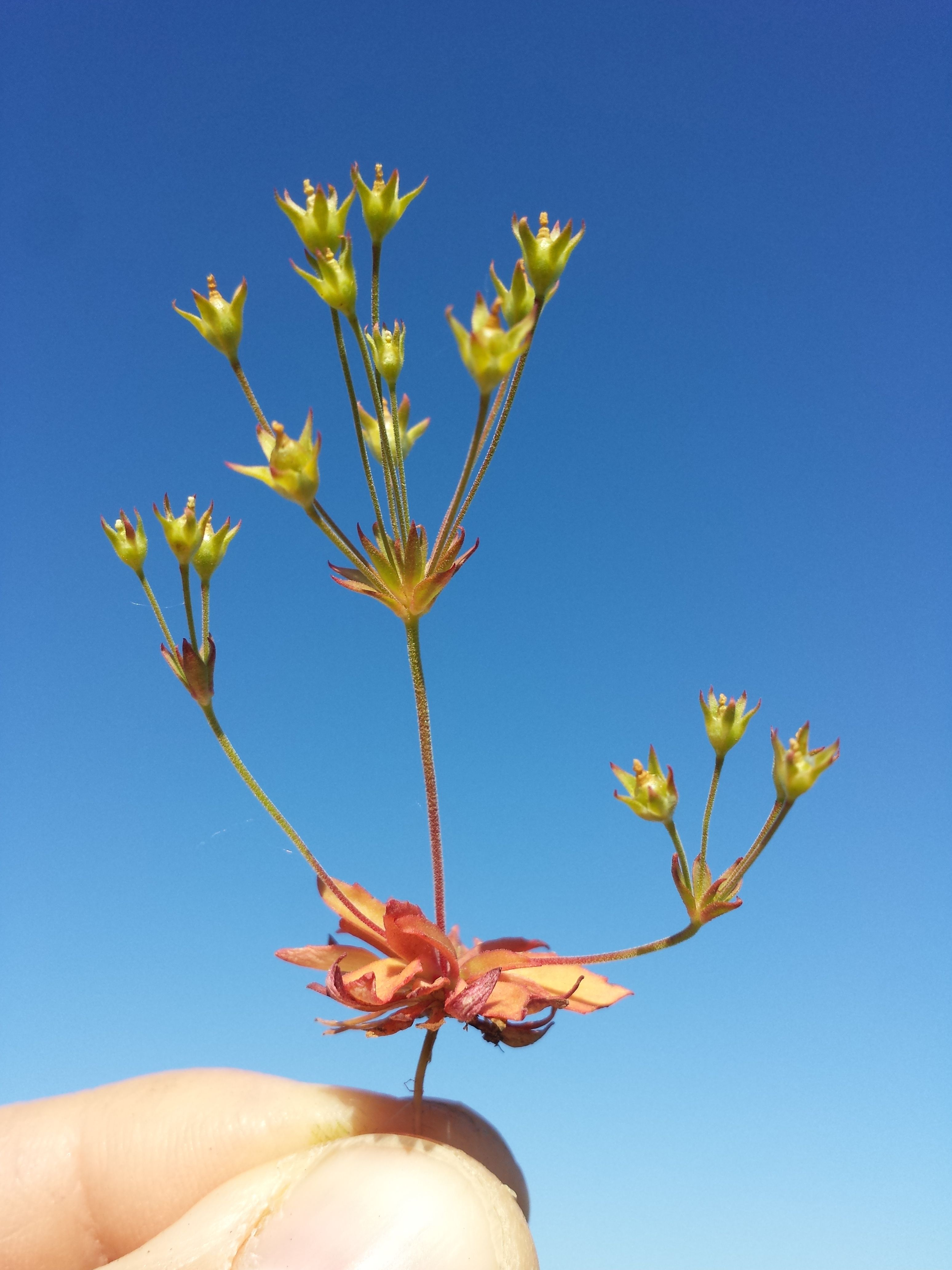
Langgestielter Mannsschild (Androsace elongata)

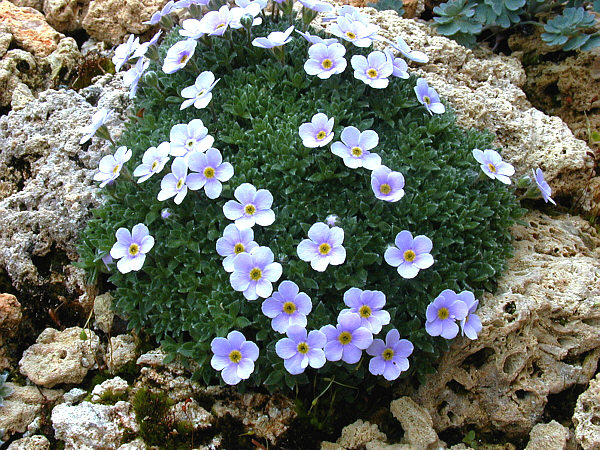
Kugeltragender Mannsschild (Androsace globifera)

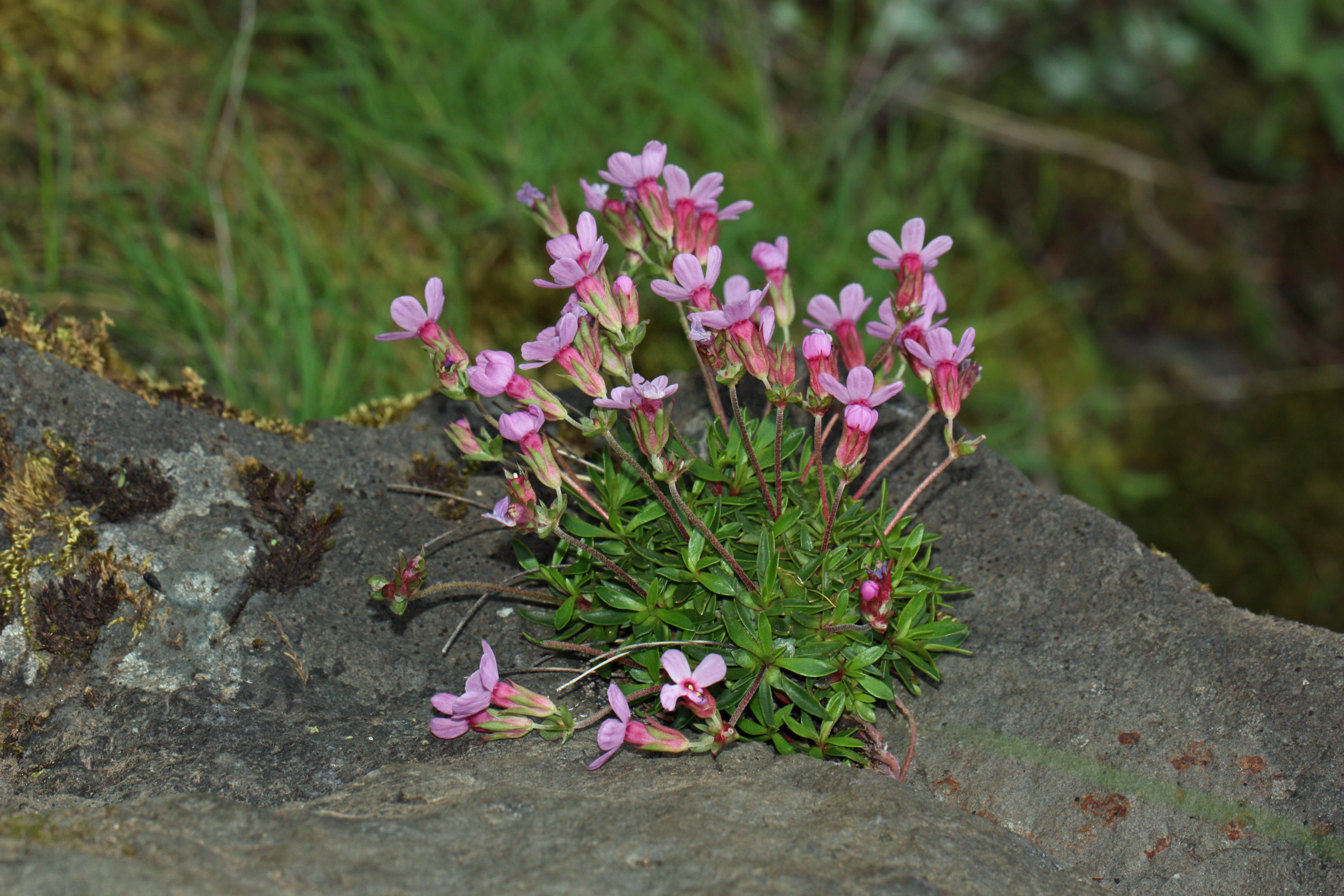
Androsace laevigata

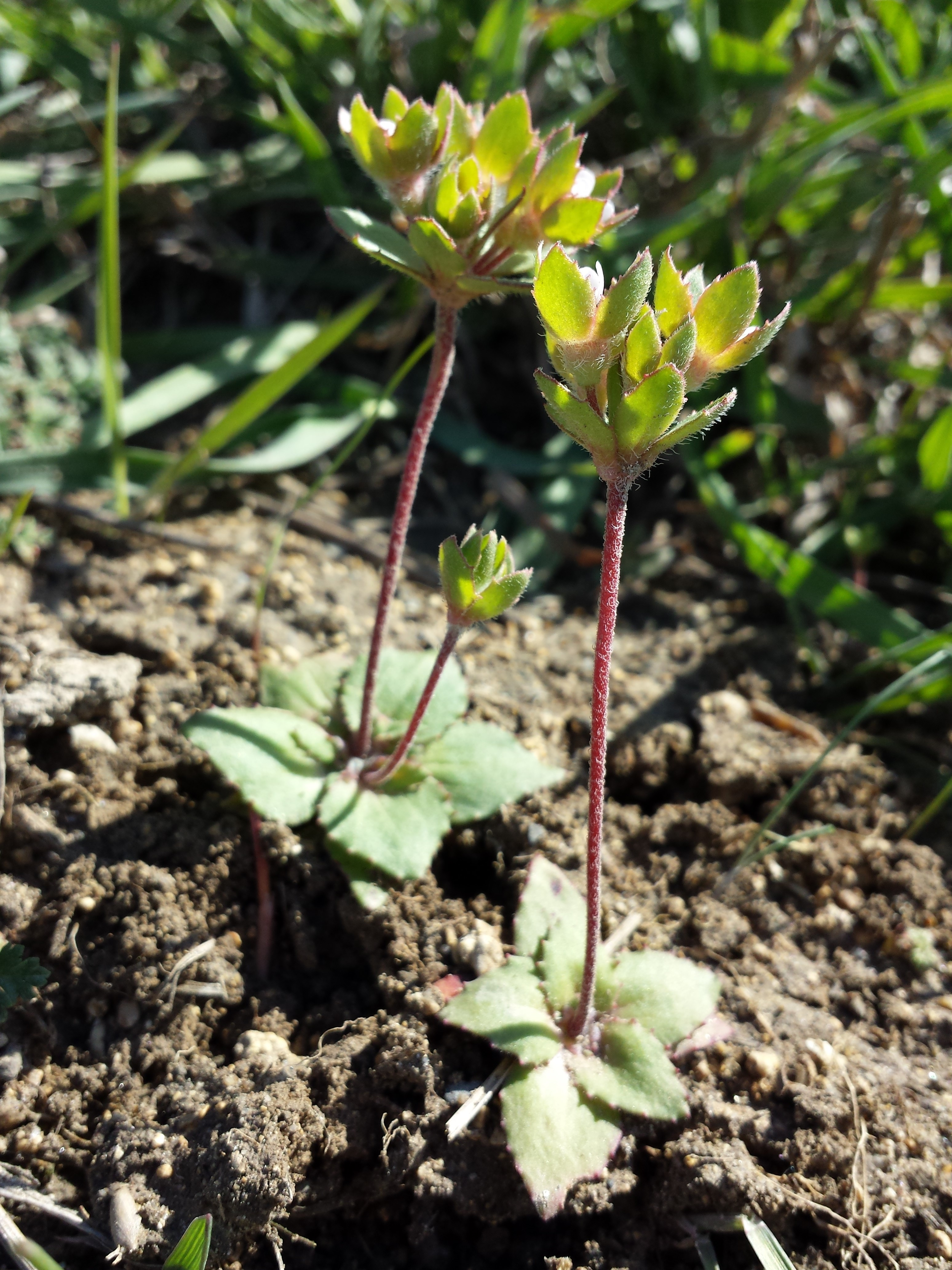
Acker-Mannsschild (Androsace maxima)

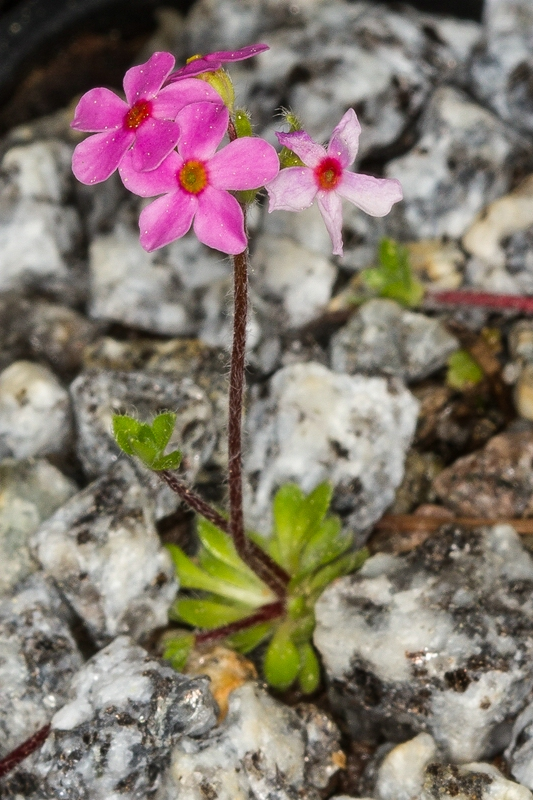
Androsace minor

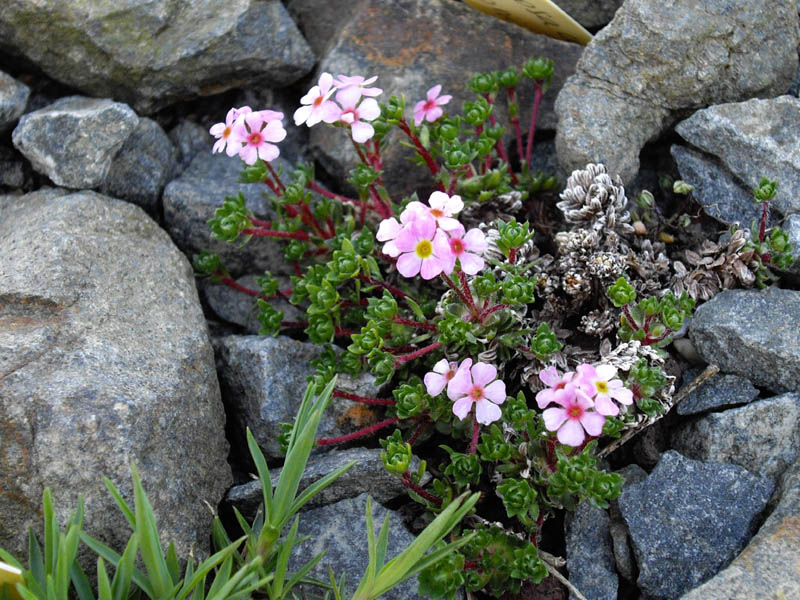
Androsace mucronifolia

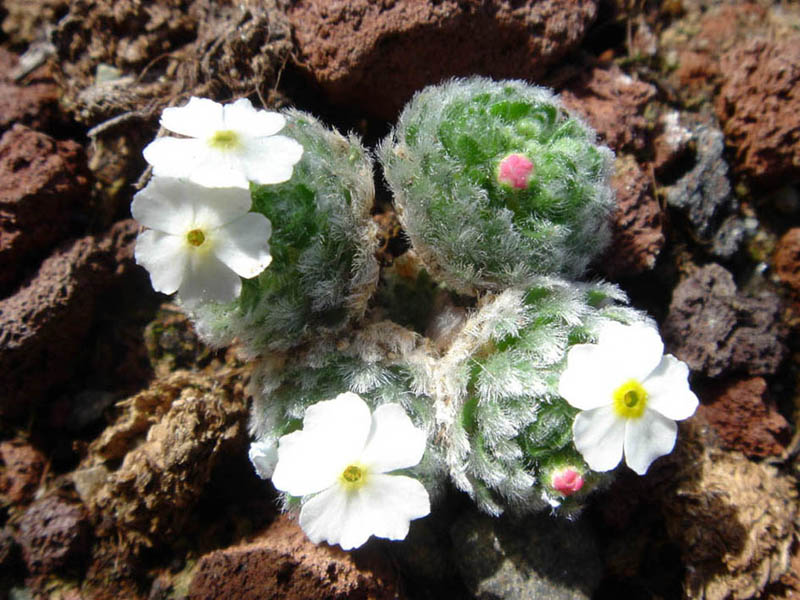
Androsace muscoidea

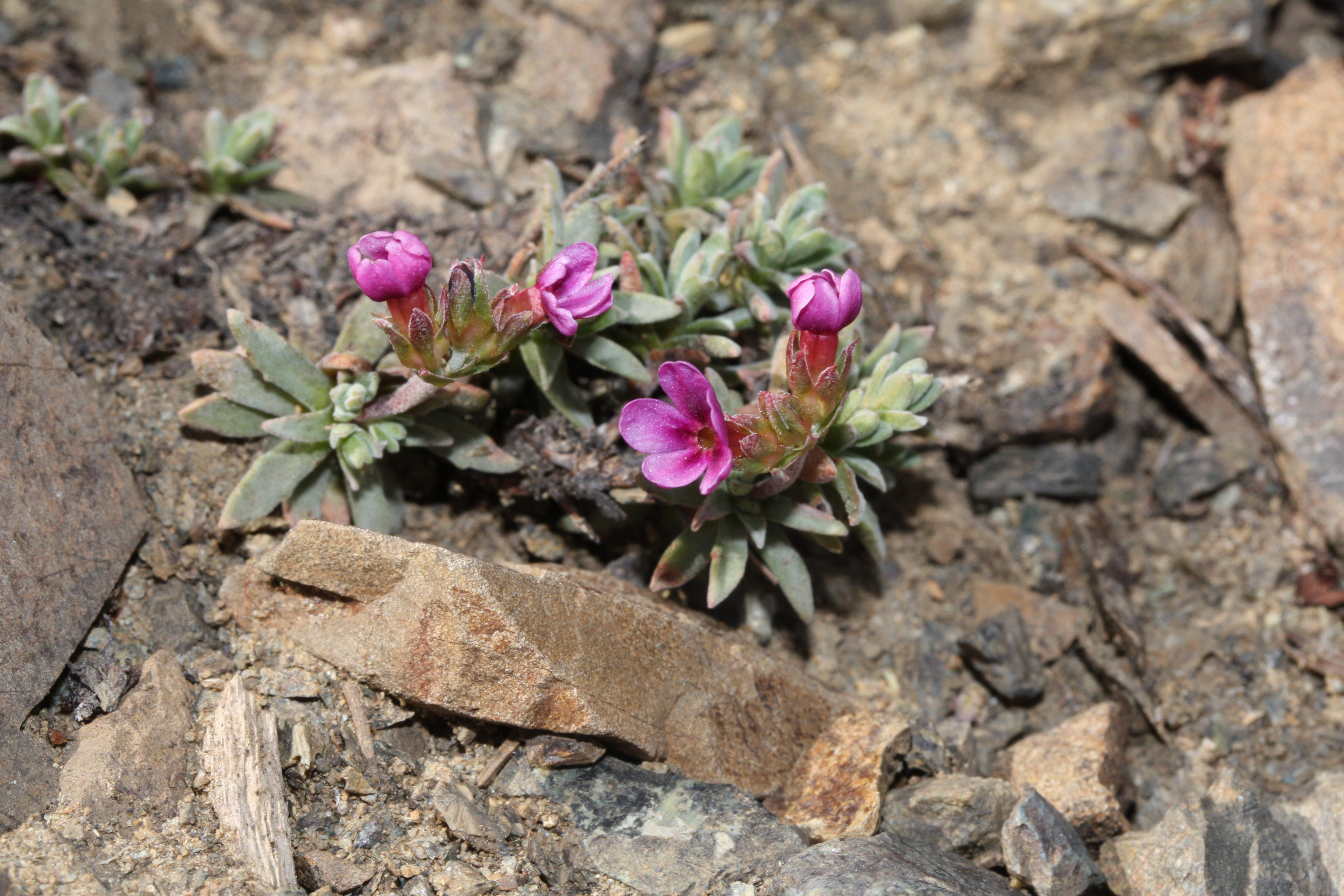
Androsace nivalis

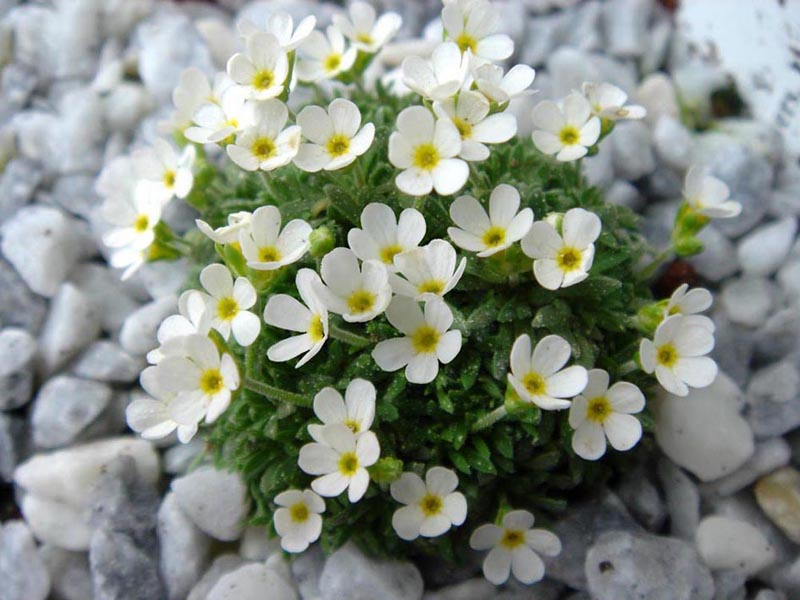
Androsace pyrenaica

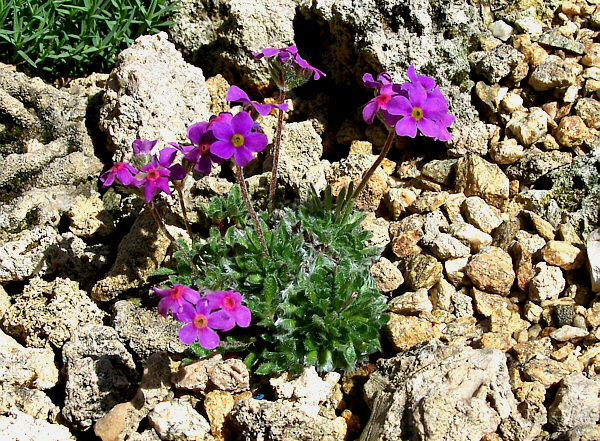
Androsace robusta subsp. purpurea

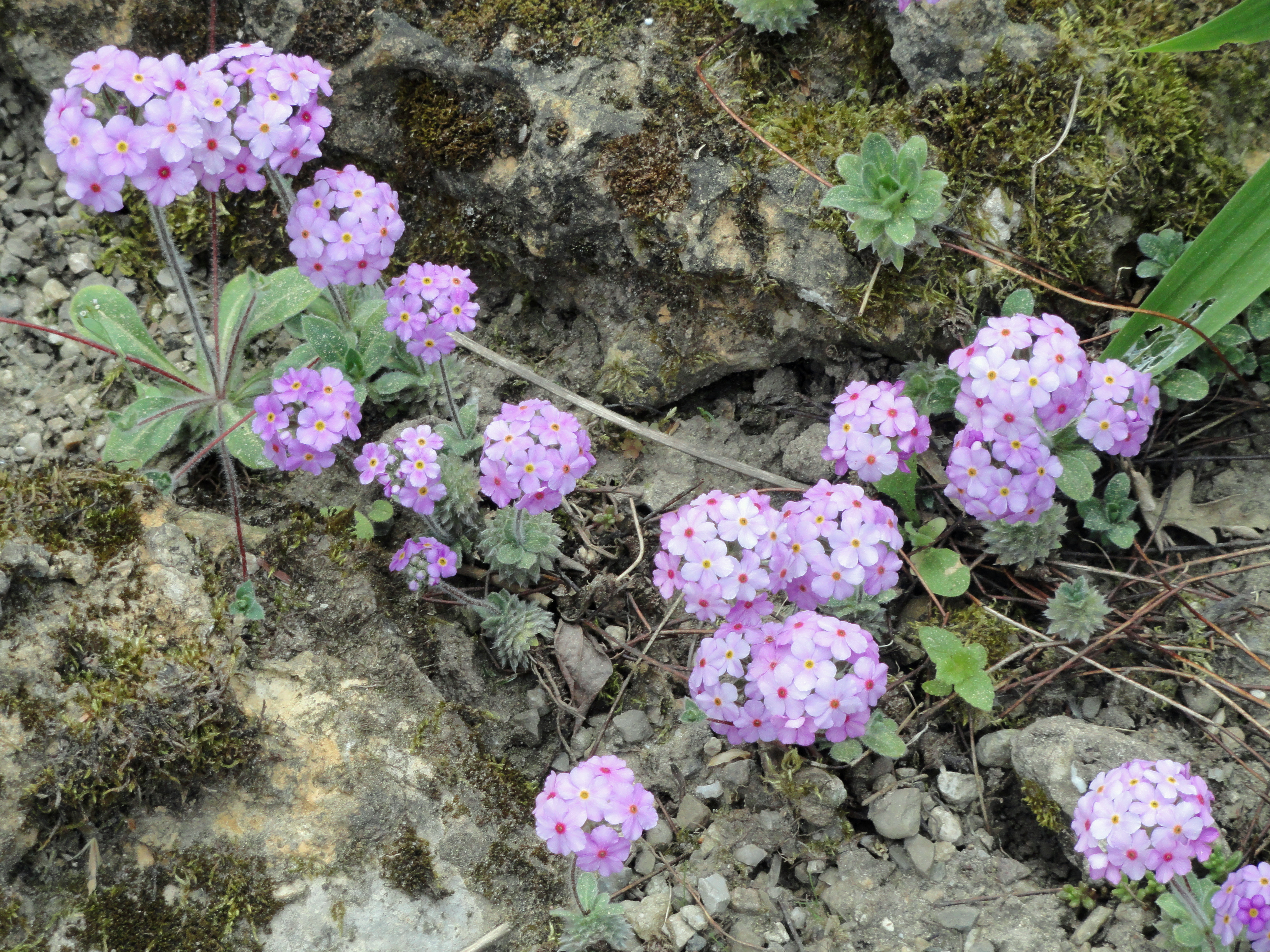
Chinesischer Mannsschild (Androsace sarmentosa)

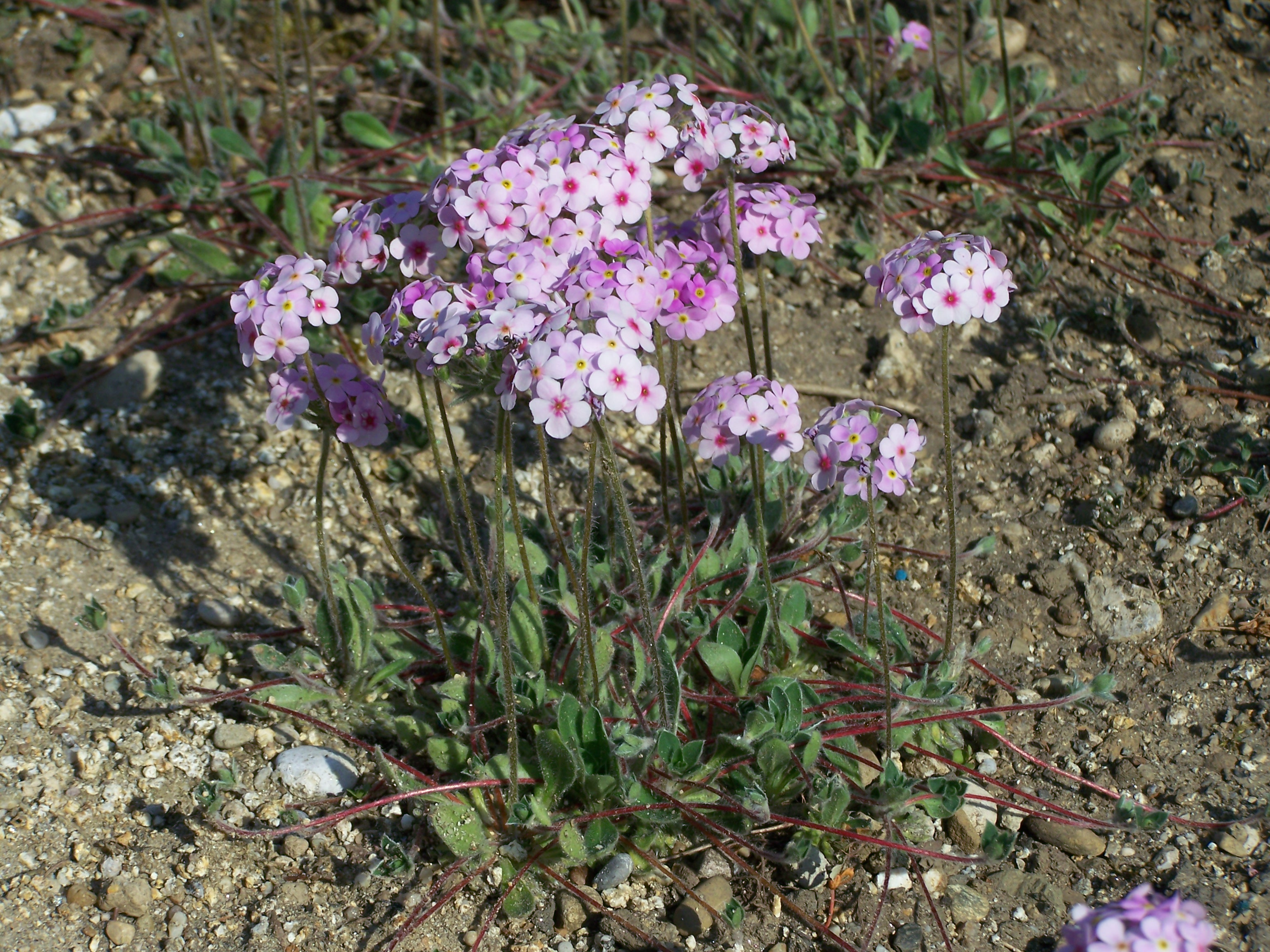
Studenten-Mannsschild (Androsace studiosorum)

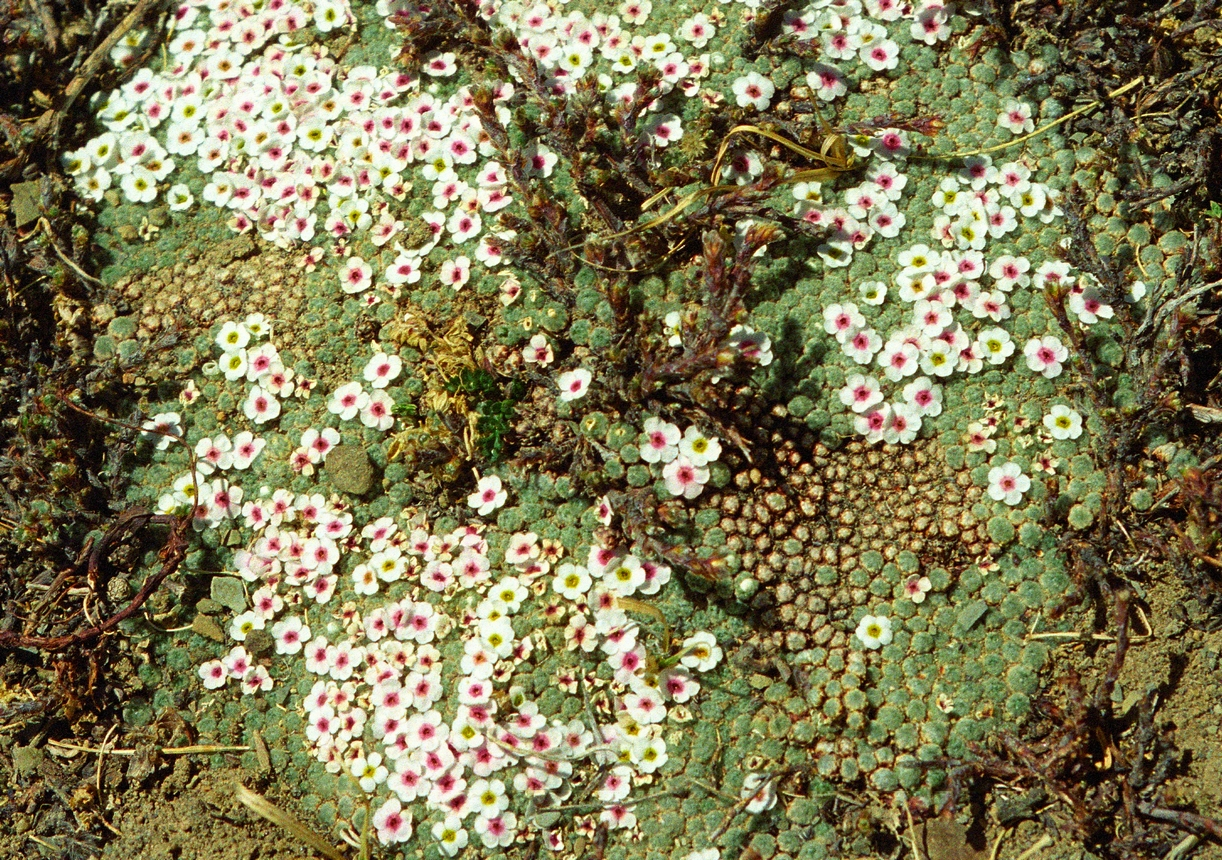
Androsace tapete

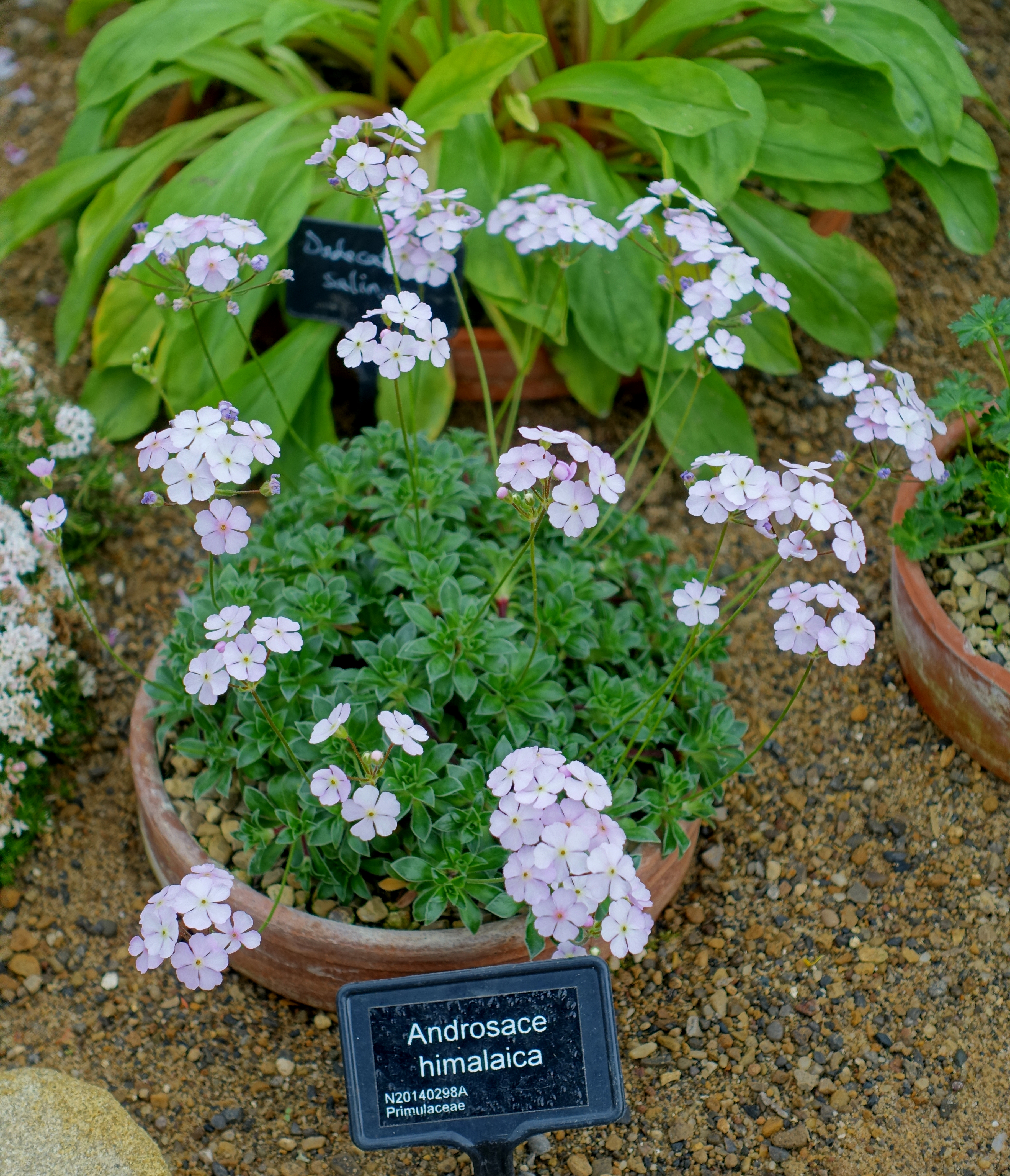
Androsace tibetica

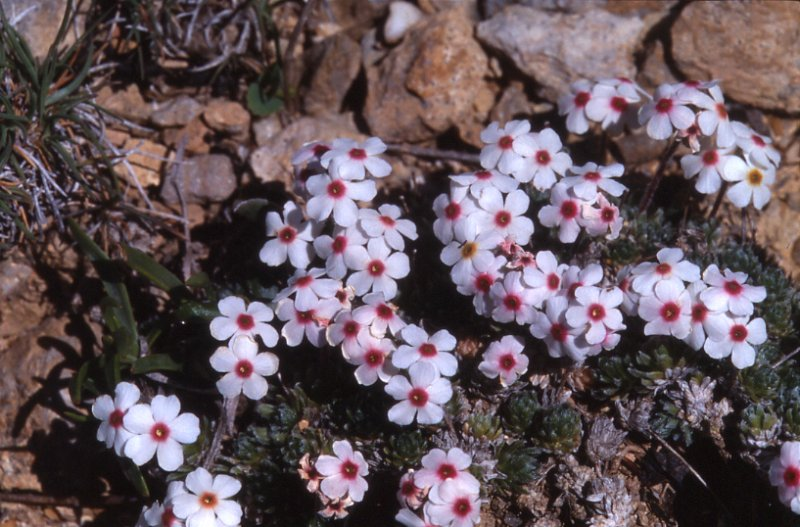
Zottiger Mannsschild (Androsace villosa)

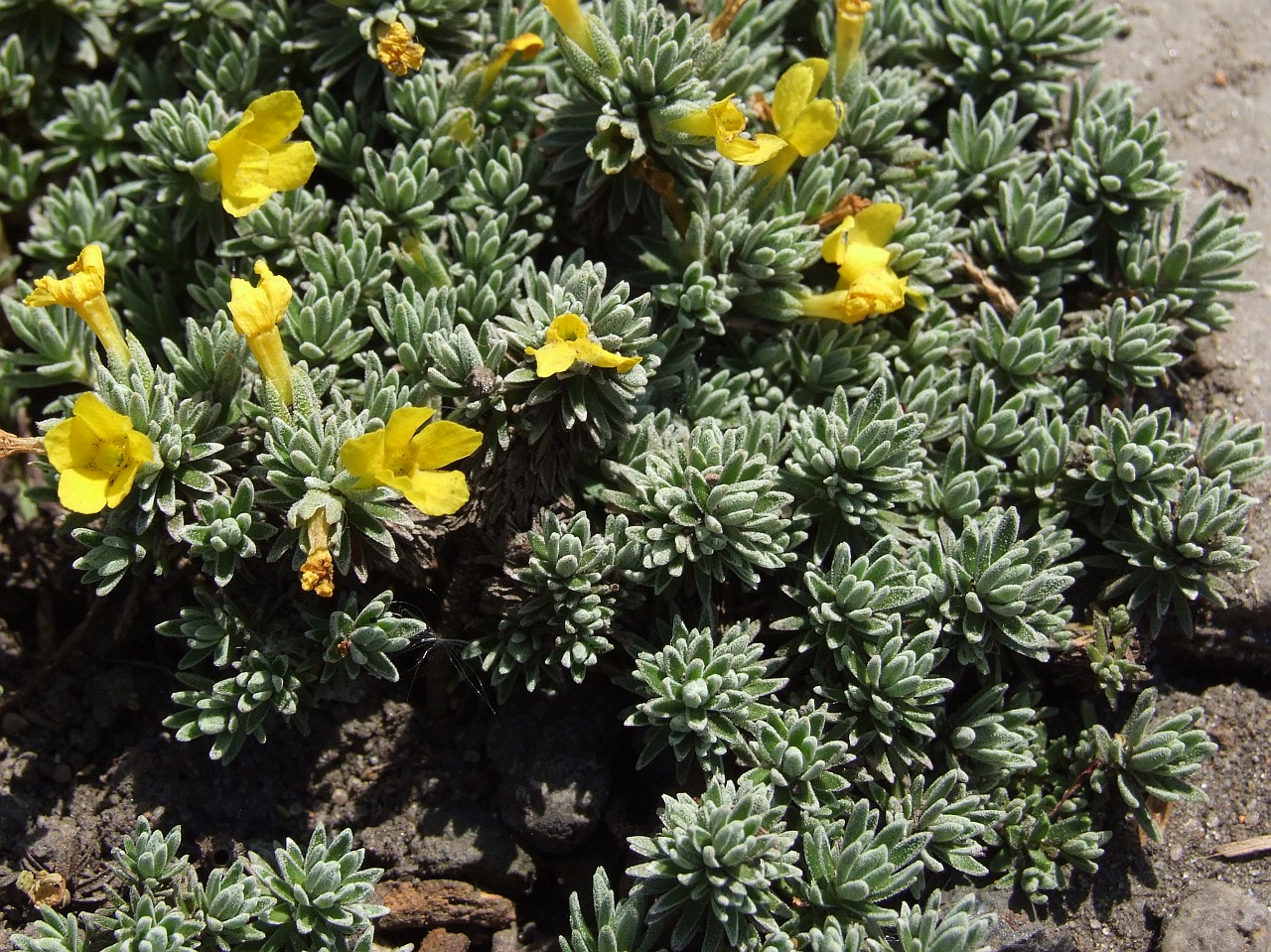
Goldprimel (Androsace vitaliana)

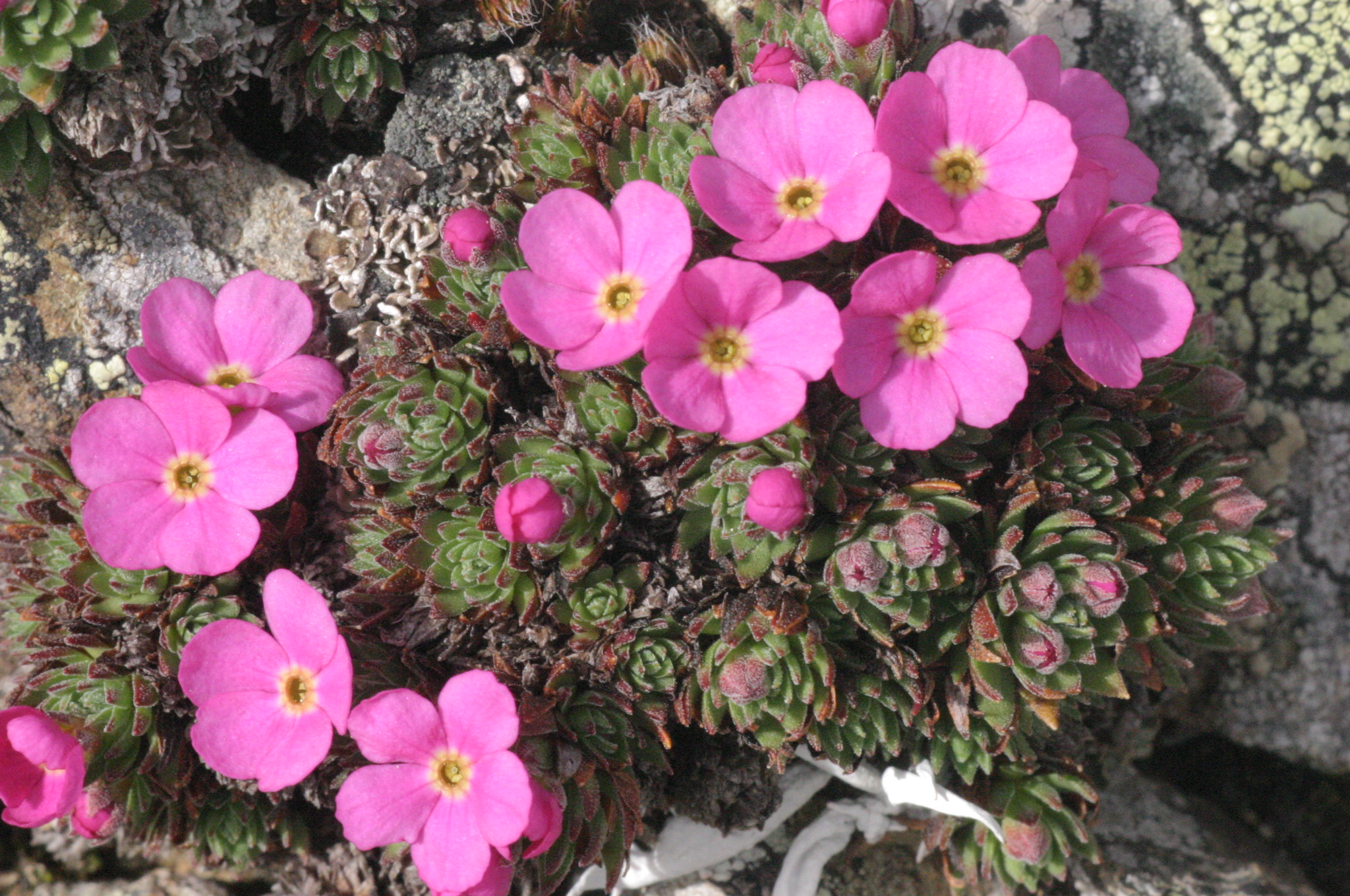
Wulfens Mannsschild (Androsace wulfeniana)

Die Gattung Androsace wurde 1753 durch Carl von Linné in Species Plantarum, 1, S. 141 aufgestellt. Synonyme für Androsace L. sind: Aretia L., Douglasia Lindl., Vitaliana Sesl., Gregoria Duby. Der botanische Name stammt von griechisch andros für Mann und sakos für Schild, er wurde erst im 16. Jahrhundert von einer Algen-Art auf diese Pflanzengattung übertragen.
Die Gattung Androsace gehört zur Unterfamilie Primuloideae innerhalb der Familie der Primulaceae.
Die früher etwa 100 und heute mindestens 125 Androsace-Arten sind hauptsächlich in den gemäßigten Gebieten der Nordhalbkugel verbreitet. In China gibt es etwa 73 Arten. In Pakistan sind etwa 24 Arten zu finden. In Nordamerika kommen nur etwa fünf Arten vor.
Es gibt 100 bis 125 Androsace-Arten:
- Androsace adenocephala Hand.-Mazz.: Dieser Endemit gedeiht an alpinen Südhängen in Höhenlagen von etwa 3600 Metern nur im östlichen Tibet.[7]
- Androsace adfinis Biroli: Sie kommt in Spanien, Frankreich und in Italien vor.[5]
- Androsace aflatunensis Ovcz.
- Androsace aizoon Duby: Sie kommt in Indien, Pakistan, Kaschmir und im westlichen Tibet vor.[7][8]
- Androsace akbaitalensis Derganc ex O.Fedtsch.: Sie kommt von Zentralasien bis ins nordwestliche Tibet vor.[8]
- Androsace alaica Ovcz. & S.B.Astan.
- Androsace alaschanica Maxim.: Die zwei Varietäten gedeihen in Höhenlagen von 1500 bis 4500 Metern in den chinesischen Provinzen Gansu, Nei Mongol, Ningxia sowie südliches Qinghai.[7]
- Androsace alaskana Coville & Standl. ex Hultén
- Androsace albana Steven: Sie kommt von der nördlichen und nordöstlichen Türkei über Armenien[5] bis in den nördlichen Iran vor.
- Frauenmantel-Mannsschild (Androsace alchemilloides Franch.): Er gedeiht in Höhenlagen von 3000 bis 4000 Metern nur im nordwestlichen Yunnan.[7]
- Alpen-Mannsschild (Androsace alpina (L.) Lam.)[5]
- Androsace americana Wendelbo
- Androsace apus Franch. ex R.Knuth
- Androsace armeniaca Duby: Sie kommt von der nordöstlichen Türkei über Armenien[5] bis zum westlichen Iran vor.
- Androsace axillaris (Franch.) Franch.: Sie kommt in Thailand, im südwestlichen Sichuan und in Yunnan vor.[7]
- Androsace baltistanica Y.J.Nasir: Sie kommt in Pakistan und in Tibet vor.[8]
- Androsace beringensis (S.Kelso, Jurtzev & D.F.Murray) Cubey
- Androsace bidentata K.Koch: Sie kommt in Europa auf der Krim vor.[5]
- Androsace bisulca Bureau & Franch. (Syn.: Androsace brahmaputrae Hand.-Mazz.): Sie kommt in zwei Varietäten in Sichuan und im östlichen Tibet in Höhenlagen von 3100 bis 4500 Metern vor.[7]
- Androsace brachystegia Hand.-Mazz.: Sie gedeiht in Höhenlagen von 4000 bis 4600 Metern in den chinesischen Provinzen Gansu, Qinghai sowie nordwestlichen Sichuan.[7]
- Kurzstängeliger Mannsschild, Charpentiers Mannsschild (Androsace brevis (Hegetschw.) Ces.)
- Cottischer Mannsschild (Androsace brigantiaca Jord. & Fourr.)[5]
- Androsace bryomorpha Lipsky
- Androsace bulleyana Forrest: Sie gedeiht in Höhenlagen von 1800 bis 3200 Metern nur im nordwestlichen Yunnan.[7]
- Androsace caduca Ovcz.: Sie kommt in der südöstlichen Türkei,[5] in Afghanistan, Tadschikistan und Usbekistan vor.
- Androsace caespitosa Lehm. ex Spreng.
- Androsace cantabrica (Losa & P.Monts.) Kress (Syn.: Androsace carnea var. cantabrica Losa & P. Monts.): Sie kommt in Spanien vor.[5]
- Fleischroter Mannsschild (Androsace carnea L.)[5]
- Androsace cernuiflora Y.C.Yang & R.F.Huang: Sie gedeiht in Höhenlagen von 3700 bis 4000 Metern nur im südlichen Qinghai.[7]
- Androsace chaixii Gren. & Godr.: Sie kommt nur in Frankreich vor.[5]
- Bewimperter Mannsschild (Androsace chamaejasme Wulfen)
- Androsace ciliata DC.: Sie kommt in Spanien und in Frankreich vor.[5]
- Androsace ciliifolia Ludlow: Sie kommt in Nepal und im südlichen Tibet vor.[7]
- Androsace coronata (Watt) Hand.-Mazz.: Sie gedeiht in Höhenlagen von 4800 bis 5100 Metern nur im westlichen Tibet.[7]
- Androsace cortusifolia Nakai
- Androsace croftii Watt: Sie kommt in Nepal, Sikkim und im südlichen Tibet vor.[7]
- Androsace cuscutiformis Franch. (Syn.: Androsace sutchuenensis Franch.: ): Sie gedeiht in Höhenlagen von 1500 bis 2000 Metern im südöstlichen Shaanxi sowie östlichen Sichuan.[7]
- Androsace cuttingii C.E.C.Fisch.: Sie gedeiht in Höhenlagen von 4000 bis 4500 Metern im östlichen und südlichen Tibet.[7]
- Zylindrischer Mannsschild (Androsace cylindrica DC.): Er kommt in Spanien, Frankreich und auf den Balearen vor.[5]
- Androsace darvasica Ovcz.
- Androsace delavayi Franch.: Sie kommt in Indien, Bhutan, Nepal, Sikkim, Myanmar, im südöstlichen Tibet und in den chinesischen Provinzen südwestliches Sichuan sowie nordwestliches Yunnan vor.[7]
- Androsace dielsiana R.Knuth
- Androsace dissecta (Franch.) Franch.: Sie gedeiht in Höhenlagen von 2800 bis 3500 Metern im südwestlichen Sichuan sowie nordwestlichen Yunnan.[7]

- Androsace duthieana R.Knuth
- Androsace elatior Pax & K.Hoffm.: Sie gedeiht in Höhenlagen von 3500 bis 4200 Metern nordöstlichen Tibet und in den chinesischen Provinzen südliches Qinghai sowie nordwestliches Sichuan.[7]
- Langgestielter Mannsschild, Steppen-Mannsschild oder Verlängerter Mannsschild (Androsace elongata L.)
- Androsace engleri R.Knuth: Dieser Endemit kommt nur im Huxian Xian südlichen Shaanxi vor.[7]
- Androsace erecta Maxim.: Sie kommt in Nepal, Tibet und in den chinesischen Provinzen Gansu, Qinghai, Sichuan sowie Yunnan vor.[7]
- Androsace eritrichioides Gand.
- Androsace euryantha Hand.-Mazz.: Sie gedeiht in Höhenlagen von 4000 bis 4500 Metern im nördlichen und westlichen Yunnan.[7]
- Androsace exscapa (Turcz.) Maximova
- Androsace fedtschenkoi Ovcz.
- Fädiger Mannsschild (Androsace filiformis Retz.): Er kommt in Europa, Nordamerika, in Russland, Kasachstan, Kirgisistan, Tadschikistan, Turkmenistan, Usbekistan, in der Mongolei, in der Inneren Mongolei Korea und in den chinesischen Provinzen in Heilongjiang, Jilin und im nördlichen Xinjiang vor.[7]
- Androsace flavescens Maxim.: Sie in Höhenlagen von 2900 bis 3700 Metern im südlichen Xinjiang und kommt vielleicht auch in Kaschmir vor.[7][8]
- Androsace foliosa Duby: Sie kommt vom nördlichen Pakistan bis zum nordwestlichen Himalaja vor.[8]
- Androsace forrestiana Hand.-Mazz.: Sie gedeiht in Höhenlagen von 3000 bis 3600 Metern im südöstlichen Tibet und in den chinesischen Provinzen westliches Sichuan sowie nordwestliches Yunnan.[7]
- Androsace gagnepainiana Hand.-Mazz.: Sie kommt in Myanmar und im nordwestlichen Yunnan vor.[7]
- Androsace geraniifolia Watt: Sie kommt in Indien, Bhutan, Sikkim und in Tibet vor.[7]
- Kugeltragender Mannsschild (Androsace globifera Duby): Er kommt in Indien, Sikkim, Bhutan, Nepal und im südwestlichen Tibet vor.[7]
- Androsace globiferoides (Kunth) Hand.-Mazz.
- Androsace gmelinii (L.) Roem. & Schult.: Sie kommt in zwei Varietäten in Russland, in der Mongolei, in der Inneren Mongolei und in den chinesischen Provinzen Gansu, Qinghai sowie nordwestliches Sichuan vor.[7]
- Androsace gorodkovii Ovcz. & Karav.
- Androsace graceae Forrest ex W.W.Sm.: Sie gedeiht in Höhenlagen von 3800 bis 4600 Metern im südwestlichen Sichuan und nordwestlichen Yunnan.[7]
- Androsace gracilis Hand.-Mazz.: Sie kommt zentralen bis nordöstlichen Yunnan vor.[7]
- Androsace graminifolia C.E.C.Fisch.: Sie gedeiht in Höhenlagen von 3800 bis 4700 Metern im südlichen Tibet.[7]
- Hallers Mannsschild (Androsace halleri L.)
- Androsace handel-mazzettii Kress
- Androsace harrissii Duthie: Sie kommt im nordwestlichen Himalaja vor.[8]
- Dolomiten-Mannsschild (Androsace hausmannii Leyb.)[5]
- Androsace hazarica R.R.Stewart ex Y.J.Nasir: Sie kommt von Pakistan bis zum westlichen Himalaja vor.[8]
- Balkanischer Mannsschild (Androsace hedraeantha Griseb.): Er kommt in Serbien, Bulgarien, Albanien und Mazedonien vor.[5]
- Schweizer Mannsschild (Androsace helvetica (L.) All.)[5]
- Androsace hemisphaerica Ludlow
- Androsace henryi Oliv.: Sie kommt in zwei Unterarten in Bhutan, Nepal, Myanmar, im südöstlichen Tibet und in den chinesischen Provinzen westliches Hubei, südliches Shaanxi, Sichuan sowie Yunnan vor.[7]
- Androsace hookeriana Klatt: Sie kommt in Bhutan, Nepal, Sikkim und im südlichen Tibet vor.[7]
- Androsace idahoensis (Douglass M.Hend.) Cubey: Sie kommt nur in Idaho vor.[6]
- Androsace incana Lam. (Syn.: Androsace hopeiensis Nakai): Sie kommt in Russland, in Kasachstan, in der Mongolei, in der Inneren Mongolei und in den chinesischen Provinzen nördliches Hebei, Shanxi sowie im nördlichen Xinjiang vor.[7]
- Androsace integra (Maxim.) Hand.-Mazz.: Sie gedeiht in Höhenlagen von 2500 bis 3000 Metern im nordöstlichen Tibet und in den chinesischen Provinzen südöstliches Qinghai, westliches Sichuan sowie nordwestliches Yunnan.[7]
- Androsace intermedia Ledeb.
- Androsace jacquemontii Duby
- Androsace khokhrjakovii Mazurenko
- Androsace komovensis Schönsw. & Schneew.: Sie wurde 2009 südöstlichen Montenegro erstbeschrieben.[5]
- Androsace kouytchensis Bonati (Syn.: Androsace refracta Hand.-Mazz.): Dieser Endemit kommt nur im Longli Xian im zentralen Guizhou vor.[7]
- Androsace kuczerovii Knjaz.
- Androsace kuvajevii Mazurenko
- Milch-Mannsschild, Milchweisser Mannsschild (Androsace lactea L.)
- Androsace lactiflora Fisch. ex Willd. (Syn.: Androsace amurensis Prob.)
- Androsace laggeri A.Huet: Sie kommt in Spanien und Andorra vor.[5]
- Androsace lanuginosa Wall.: Sie kommt im westlichen Himalaja vor.[8]
- Androsace laxa C.M.Hu & Y.C.Yang: Sie gedeiht in Höhenlagen von 2700 bis 3600 Metern in den chinesischen Provinzen westliches Hubei, südliches Shanxi sowie östliches Sichuan.[7]
- Androsace lehmanniana Spreng.: Sie kommt im westlichen Nordamerika, in Russland, Kasachstan, in der Mongolei und im nördlichen Xinjiang vor.[7]
- Androsace lehmannii Wall. ex Duby (Syn.: Androsace nepalensis Derganc.): Sie kommt im nordöstlichen Indien, Nepal, Sikkim sowie vielleicht in Bhutan vor und gedeiht in Tibet in Höhenlagen von 4400 bis 4800 Metern.[7]
- Androsace limprichtii Pax & K.Hoffm.: Sie gedeiht in Höhenlagen von 3800 bis 4100 Metern in Yunnan und im westlichen Sichuan.[7]
- Androsace longifolia Turcz.: Sie kommt in der Mongolei und in China vor.[7]
- Androsace lowariensis Y.J.Nasir: Sie kommt in Pakistan vor.[8]
- Androsace ludlowiana Hand.-Mazz.
- Androsace mairei H.Lév. (Syn.: Androsace hookeriana var. mairei (H.Lév.) Yang & Huang): Dieser Endemit gedeiht an Berghängen in Höhenlagen von etwa 3100 Metern nur in Qiaojia Xian im östlichen sowie nördlichen Yunnan.[7]
- Androsace mariae Kanitz: Sie gedeiht in Höhenlagen von 1300 bis 4000 Metern im östlichen Tibet, in der Inneren Mongolei und in den chinesischen Provinzen südliches Gansu, östliches Qinghai sowie westliches Sichuan.[7]
- Apenninischer Mannsschild (Androsace mathildae Levier, Syn.: Androsace alpina subsp. apennina (A. Huet) Arcang., Aretia alpina subsp. brutia Nyman): Er kommt in Italien und im früheren Jugoslawien vor.[5]
- Acker-Mannsschild oder Riesen-Mannsschild (Androsace maxima L.)[7]
- Androsace medifissa Y.L.Chen & Y.C.Yang: Sie gedeiht in Höhenlagen von 2300 bis 2600 Metern nur im nordöstlichen Guizhou.[7]
- Androsace minor (Hand.-Mazz.) C.M.Hu & Y.C.Yang: Sie gedeiht in Höhenlagen von 3600 bis 4700 Metern nur im westlichen Sichuan.[7]
- Androsace mirabilis Franch.: Dieser Endemit gedeiht an Rändern von Bergwäldern in Höhenlagen von etwa 1200 Metern nur im Chengkou Xian  im östlichen Sichuan vor.[7]
- Androsace mollis Hand.-Mazz.: Sie gedeiht in Höhenlagen von 3200 bis 4500 Metern im südöstlichen Tibet und in den chinesischen Provinzen westliches Sichuan sowie nordwestliches Yunnan.[7]
- Androsace mucronifolia Watt: Sie kommt vom östlichen Afghanistan bis zum westlichen Himalaja und dem westlichen Tibet vor.[8]
- Androsace multiscapa Duby: Sie kommt in der Türkei und im Gebiet von Libanon und Syrien vor.[5]
- Androsace muscoidea Duby: Sie kommt in Kaschmir, Nepal und im südwestlichen Tibet vor.[8]
- Androsace nortonii Ludlow: Sie kommt in Nepal und im südlichen Tibet vor.[7]
- Stumpfblatt-Mannsschild, Stumpfblättriger Mannsschild (Androsace obtusifolia All.)
- Androsace occidentalis Pursh: Sie kommt in Kanada und in den Vereinigten Staaten vor.[6]
- Androsace ochotensis Willd. ex Roem. & Schult.
- Androsace ojhorensis Y.J.Nasir: Sie kommt in Pakistan vor.[8]
- Androsace ovalifolia Y.C.Yang: Sie gedeiht in Höhenlagen von etwa 3800 Metern in Tibet.[7]
- Androsace ovczinnikovii Schischk. & Bobrov: Sie kommt in Russland, in Zentralasien (Kasachstan, Kirgisistan, Tadschikistan, Turkmenistan, Usbekistan), in der Mongolei und im westlichen Xinjiang vor.[7]
- Androsace pavlovskii Ovcz.
- Androsace paxiana R.Knuth: Sie gedeiht in Höhenlagen von 1000 bis 1400 Metern in Sichuan.[7]
- Androsace phaeoblephara Hand.-Mazz.
- Androsace podlechii Wendelbo
- Androsace poissonii R.Knuth
- Androsace pomeiensis C.M.Hu & Y.C.Yang: Sie gedeiht in Höhenlagen von 3000 bis 3500 Metern im östlichen Tibet.[7]
- Weichhaariger Mannsschild (Androsace pubescens DC.): Er kommt in den Pyrenäen und in den Alpen vor.[5]
- Pyrenäen-Mannsschild (Androsace pyrenaica Lam.): Er kommt in Spanien und in Frankreich vor.[5]
- Androsace rhizomatosa Hand.-Mazz.
- Androsace rigida Hand.-Mazz.: Sie gedeiht in Höhenlagen von 2900 bis 3800 Metern im südwestlichen Sichuan sowie im nordwestlichen Yunnan.[7]
- Androsace rioxana A.Segura (Syn.: Androsace obtusifolia subsp. rioxana (A.Segura) Fern.Casas & A.Segura): Sie kommt in Spanien vor.[5]
- Androsace robusta (R.Knuth) Hand.-Mazz.: Sie ist von Indien sowie Pakistan über Nepal bis ins südliche Tibet verbreitet.[7]
- Androsace rockii W.E.Evans: Sie gedeiht an felsigen Standorten in Höhenlagen von etwa 2000 Metern nur im nordwestlichen Yunnan vor.[7]
- Rundblättriger Mannsschild (Androsace rotundifolia Hardw.): Sie kommt in mehreren Varietäten in Afghanistan, Indien, Pakistan, Kaschmir, im westlichen Nepal und im westlichen Tibet vor.[7][8]
- Androsace runcinata Hand.-Mazz. (Syn.: Androsace diversifolia C.Y.Wu): Sie gedeiht über Kalkstein in Höhenlagen von 1200 bis 1500 Metern in den chinesischen Provinzen Guizhou, westliches Hunan sowie südöstliches Yunnan.[7]
- Androsace russellii Y.J.Nasir: Sie kommt in Pakistan vor.[8]
- Androsace salasii Kurtz
- Chinesischer Mannsschild (Androsace sarmentosa Wall.): Sie kommt im südlichen Tibet, in Indien, Pakistan sowie Nepal vor.[7]
- Androsace selago Hook. f. & Thomson ex Klatt: Sie kommt in Bhutan, Indien, Sikkim und in Tibet vor.[7]
- Androsace sempervivoides Jacq. ex Duby: Sie kommt im nordwestlichen Himalaja vor.[8]
- Nördlicher Mannsschild, Nordischer Mannsschild (Androsace septentrionalis L.)[6][7][8]
- Androsace similis Craib
- Androsace spinulifera (Franch.) R.Knuth: Sie gedeiht in Höhenlagen von 2900 bis 4500 Metern im westlichen Sichuan sowie nördlichen Yunnan.[7]
- Androsace squarrosula Maxim.: Sie gedeiht in Höhenlagen von 3000 bis 3300 Metern nur im südwestlichen Xinjiang.[7]
- Androsace staintonii Y.J.Nasir: Sie kommt in Pakistan vor.[8]
- Androsace stenophylla (Petitm.) Hand.-Mazz.: Sie gedeiht in Höhenlagen von 2900 bis 4200 Metern im östlichen Tibet und im westlichen Sichuan.[7]
- Sikkim-Mannsschild (Androsace strigillosa Franch.): Sie kommt in Bhutan, Nepal, Sikkim und in Tibet vor.[7]
- Studenten-Mannsschild (Androsace studiosorum Kress, Syn.: Androsace primuloides Duby, Androsace sarmentosa var. primuloides Hook. f.)[8]
- Androsace sublanata Hand.-Mazz.: Sie gedeiht in Höhenlagen von 3000 bis 4000 Metern im südwestlichen Sichuan sowie nordwestlichen Yunnan.[7]
- Androsace tanggulashanensis Y.C.Yang & R.F.Huang: Sie gedeiht in Höhenlagen von 4000 bis 5000 Metern im nordöstlichen Tibet und im südwestlichen Qinghai.[7]
- Androsace tapete Maxim. (Syn.: Androsace sessiliflora Turrill): Sie kommt in Bhutan, Nepal, Sikkim, Tibet und in den chinesischen Provinzen südliches Gansu, Qinghai, westliche Sichuan sowie südliches Xinjiang vor.[7]
- Androsace tibetica (Maxim.) R.Knuth
- Androsace umbellata (Lour.) Merr.: Sie ist in Russland, Indien, Pakistan, Kaschmir, Sikkim, Myanmar, Vietnam, Korea, Neuguinea auf den Philippinen, Japan, Taiwan, Tibet und in weiten Gebieten Chinas verbreitet.[7][8]
- Vandell-Mannsschild, Vandellis Mannsschild (Androsace vandellii (Turra) Chiov.)
- Zottiger Mannsschild (Androsace villosa L.)
- Goldprimel (Androsace vitaliana (L.) Lapeyr., Syn.: Vitaliana primuliflora Bertol.)
- Androsace wardii W.W.Sm.: Sie gedeiht in Höhenlagen von 3400 bis 4600 Metern im südöstlichen Tibet und in den chinesischen Provinzen südwestliches Sichuan sowie nordwestliches Yunnan.[7]
- Androsace wilsoniana Hand.-Mazz.: Sie gedeiht in Felsspalten in Höhenlagen von etwa 3000 Metern in Sichuan vor.[7]
- Wulfen-Mannsschild, Wulfens Mannsschild (Androsace wulfeniana (Sieber ex Koch) Rchb.)
- Androsace yargongensis Petitm.: Sie gedeiht in Höhenlagen von 3600 bis 4800 Metern in den chinesischen Provinzen Gansu, Qinghai sowie westliches Sichuan.[7]
- Androsace zambalensis (Petitm.) Hand.-Mazz.: Sie kommt in Indien, Nepal, Sikkim, südöstliches Tibet und in den chinesischen Provinzen westliches Sichuan sowie nordwestliches Yunnan vor.[7]
- Androsace zayulensis Hand.-Mazz.: Sie gedeiht in Höhenlagen von 3700 bis 4000 Metern im östlichen Tibet.[7]

Nicht mehr zu dieser Gattung wird gerechnet:
- Androsace cinerascens B.L.Rob. → Samolus cinerascens (B.L.Rob.) Pax & R.Knuth
- Androsace cordifolia Wall. → Primula filipes G.Watt
- Androsace tonkinensis Bonati → Mitrasacme pygmaea R.Br.

## Nutzung
Viele Mannsschild-Arten eignen sich für den Anbau in Steingärten, andere in kalten Gewächshäusern, bei 0 bis 5 °C.

## Ergänzende Literatur
- Xaver Finkenzeller: Alpenblumen. Erkennen & bestimmen. Mosaik, München 2002, ISBN 3-576-11482-3.
- Wolfgang Adler, Karl Oswald, Raimund Fischer: Exkursionsflora von Österreich. Hrsg.: Manfred A. Fischer. Ulmer, Stuttgart/Wien 1994, ISBN 3-8001-3461-6.